# Franz Seifert

Franz Seifert (né le 2 avril 1866 à Schönkirchen-Reyersdorf, mort le 19 janvier 1951 à Linz) est un sculpteur autrichien.

## Biographie
Franz Seifert étudie à l'académie des beaux-arts de Vienne auprès de Carl Kundmann et Edmund von Hellmer. Après un long voyage d'études à l'étranger (probablement Rome), il rejoint Hellmer pour certains travaux. Seifert fait des bustes, statues et sculptures plus petites pour des salons ou des jardins, souvent des thèmes mythologiques. En 1916, il est nommé professeur. En 1929, il se retire de la vie publique et déménage au cours de la Seconde Guerre mondiale à Linz, où il meurt.

## Œuvre
- Trieste : Bronze d'Élisabeth de Wittelsbach (1912)
- Monuments à Vienne :
  - Eduard Suess
  - Johann Strauss et Joseph Lanner (avec Robert Oerley)
  - Jakob Reumann à Reumannhof (de) (1926) et au Republikdenkmal (1928)
  - Auguste Fickert, dans le Türkenschanzpark (1929)
- Deutsch-Wagram : Monument pour la Bataille de Wagram.

## Source, notes et références
- (de) Cet article est partiellement ou en totalité issu de l’article de Wikipédia en allemand intitulé « Franz Seifert » (voir la liste des auteurs).